# Raunkierovi životni oblici biljaka
Raunkiærovi životni oblici biljaka, sustav za kategorizaciju životnog oblik biljaka koji je osmislio danski botaničar Christen Christensen Raunkiær, i kasnije ga proširivali različiti autori.
U klasifikaciji životnih formi zadražao se na položajima njihovih organa koji preživaljavaju, odnosno razinu zaštite koja se daje pupoljcima, tijekom godišnjih doba nepovoljnih za rast i njihovom položaju, odnosno blizini ili udaljenosti od površine zemljišta (podloge) u zraku, tlu ili vodi.
Prema ovoj klassifikaciji biljni svijet podijeljen je na nekoliko imenovanih osnovnih formi (kratice korištene u SID-u su navedene u zagradama)
1. Fanerofita (phan.), Phanerophyta (gr. phaneros -vidljiv, očit, phyton -biljka); stabljike su drvene i postojane, a pupoljci su obično izloženi 3 m ili više iznad razine zemlje. Ova kategorija uključuje stabla i veliko grmlje.
2. Nanofanerofita (nanophan.), Također imaju drvenaste, postojane stabljike, ali su niže od 3 metra, s pupoljcima tipično smještenim između 0,5 i 3 m iznad razine zemlje. Ova kategorija uključuje manje grmlje.
3. zeljaste fanerofite  (herb. phan.) ovu kategoriju čine trave (zeljasto bilje), jednogodišnje, dvogodišnje i trajnice i uključuju tropske vrste kao što su banane i plantain.
4. hamefita (cham.) Chamaephyta, (gr. hamai -na zemlji); mogu imati stabljike koje su zeljaste ili drvenaste i ustrajne, te imaju pupove koji se nalaze iznad razine tla, ali nikada više od 50 cm. Ova grupa obuhvaća patuljaste grmlje i neke višegodišnje biljke.
5. hemikriptofita (hemicr.) Hemicryptophyta, (gr. hemi -pola, krypteos -sakriven); imaju zeljaste stabljike koje često umiru u nepovoljnim godišnjim dobima, a preživjeli pupoljci postavljeni su ili na (ili samo ispod) razine tla. Ova skupina uključuje mnoge dvogodišnje i višegodišnje biljke, uključujući one u kojima se pupoljci rastu iz bazalne rozete.
6. geofita (nema kraticu) ili kriptofitne biljke, Cryptophyta (gr. krypteos -sakriven);  imaju stabljike koje umiru u nepovoljnim godišnjim dobima, a biljka preživljava kao lukovica, rizom, gomolj ili korijen.
7. terofita  (ther.) Therophyta, (gr. theros-toplogodišnje doba); prođu cijeli životni ciklus tijekom povoljne sezone, a prežive nepovoljnu sezonu kao sjeme. Ova grupa uključuje sve godišnje bilje.
8. epifita (epi.) Rastu na drugim biljkama (njihovi rastući pupoljci nastaju na drugoj biljci).
9. helofita ((hel.)) su biljke kojima su preživjeli pupoljci na ili ispod razine vode, ali imaju cvjetove i lišće koji će izrasti iznadf površine. Grupa obuhvaća mnoga močvarna vodena bilja.
10. hidrofita (hydro.) su u potpunosti vodeno bilje u kojima su preživjeli pupoljci potopljeni ili pokopani u tlu ispod vode. Njihove stabljike i vegetativni izbojci rastu posve pod vodom, a lišće može biti potopljeno ili plutajuće, a samo dijelovi koji nose cvijet mogu se pojaviti.